# Chun Chil-sung
Chun Chil-sung (kor. 전칠성; ur. 7 lipca 1961) – były południowokoreański bokser kategorii lekkiej, brązowy medalista letnich igrzysk olimpijskich w Los Angeles.